# Carlo dall’Aquila
Carlo dall’Aquila (1498 dokumentiert) war ein italienischer Bildhauer.

## Leben
Carlo dall’Aquila ist lediglich durch eine signierte und auf 1498 datierte Holzskulptur „Maria mit dem Kinde“ bekannt, die sich heute in Santa Maria di Legarano in Casperia befindet. Über seine Herkunft und Ausbildung ist nichts bekannt, doch zeigen seine wenigen Werke, dass er eine solide Ausbildung genossen haben muss. Seine Kompositionen weisen auf ein hohes handwerkliches Geschick hin, während die leblosen Gesichtsausdrücke der Figuren provinziell wirken. Carlo dall’Aquilas Arbeiten weisen Ähnlichkeiten mit jenen des zeitgleich in L’Aquila im Latium tätigen Silvestro dall’Aquila auf, so dass man dort auch den Wirkungsraum von Carlo dall’Aquila vermuten kann. In welchem Verhältnis die beiden zueinander standen und ob sie vielleicht miteinander verwandt waren, bleibt nach derzeitiger Forschungslage offen.
Ausgehend von der signierten Holzmadonna konnten ihm bis heute noch zwei weitere Arbeiten in Terrakotta zugewiesen werden.

## Werke
- Budapest, Szépmüvézeti Muzeum
  - Maria mit dem Kinde.
- Caspera, Santa Maria di Legarano
  - Maria mit dem Kinde.
- Onna, San Pietro
  - Maria mit dem Kinde.